# Damon Johnson
Damon Rogers Johnson, född den 13 juli 1964 i Macon, Georgia, USA, är gitarrist, låtskrivare och sångare på heltid och är mest känd för sitt arbete i hårdrocksgruppen Brother Cane och Alice Cooper, som han spelat gitarr för under flera år. Han är även med i hårdrocksgruppen Slave to the System och countrymusikbandet Whiskey Falls. Damon Johnson släppte sitt debutalbum vid namn Release under våren 2010, med gamla och nya låtar bl.a. en duett med sin egen dotter Sarah, låten "Voice of Eujena". Låten "Got no Shame" med Brother Cane är den som har fått störst framgång. Andra kända låtar är "Woman" och "Rise on Water" (med Brother Cane) eller "Will You be There" (med Slave to the System). Det självbetitlade debutalbumet med "Whiskey Falls" från 2007 innehåller låtar som "Falling into You" och "I Can't Stop Loving You".
Damon Johnson var i tiden 2011 till 2012 medlem i Thin Lizzy och återförendes med det irländska bandet 2016. Sedan 2012 är han också medlem i hårdrockbandet Black Star Riders.

## Diskografi (urval)
Soloalbum
- 2000 – Dust
- 2010 – Release

Studioalbum med Brother Cane
- 1993 – Brother Cane
- 1995 – Seeds
- 1998 – Wishpool

Album med Alice Cooper
- 2005 – Dirty Diamonds
- 2006 – Live at Montreux
- 2010 – Alice Cooper: Theatre of Death – Live at Hammersmith 2009

Studioalbum med Black Star Riders
- 2013 – All Hell Breaks Loose
- 2015 – The Killer Instinct
- 2017 – Heavy Fire